# (413) Edburga
(413) Edburga est un astéroïde de la ceinture principale découvert par Max Wolf le 7 janvier 1896.